# Nederland op de Olympische Winterspelen 2002
Tijdens de Olympische Winterspelen van 2002 die in Salt Lake City, Verenigde Staten werden gehouden nam Nederland voor de zeventiende keer deel. Er namen 27 olympiërs aan deel, twee minder dan in 1980 toen het ijshockeyteam deelnam. Ze kwamen uit in vier takken van sport: bobsleeën, schaatsen, shorttrack en snowboarden. Na Kees Broekman (1948-1960) was Rintje Ritsma de tweede Nederlander die voor de vierde keer deelnam aan de winterspelen. Voor Tonny de Jong, Annamarie Thomas en Gerard van Velde was het hun derde deelname. De Chef de mission voor deze spelen was Leo Visser. Er werden acht medailles behaald.
Tijdens de openingsceremonie werd de Nederlandse vlag gedragen door snowboardster Nicolien Sauerbreij. Bij de sluitingsceremonie was deze eer weg gelegd voor Gerard van Velde.

## Medailleoverzicht
| Sport     | Olympiër          | Discipline   | Medaille |
| --------- | ----------------- | ------------ | -------- |
| Schaatsen | Jochem Uytdehaage | 5000 m (m)   | Goud     |
| Schaatsen | Jochem Uytdehaage | 10.000m (m)  | Goud     |
| Schaatsen | Gerard van Velde  | 1000 m (m)   | Goud     |
| Schaatsen | Jan Bos           | 1000 m (m)   | Zilver   |
| Schaatsen | Jochem Uytdehaage | 1500 m (m)   | Zilver   |
| Schaatsen | Gianni Romme      | 10.000 m (m) | Zilver   |
| Schaatsen | Renate Groenewold | 3000 m (v)   | Zilver   |
| Schaatsen | Gretha Smit       | 5000 m (v)   | Zilver   |

## Deelnemers en resultaten
(m) = mannen, (v) = vrouwen 

### Bobsleeën
| Olympiër                                                | Discipline                 | Resultaat | Prestatie                                       |
| ------------------------------------------------------- | -------------------------- | --------- | ----------------------------------------------- |
| Arend Glas Marcel Welten                                | 2-mansbob (m) Nederland I  | 16e       | 3.13,08 (+2,97) (48,26 / 48,23 / 48,26 / 48,33) |
| Arend Glas Marcel Welten Arnold van Calker Timothy Beck | 4-mansbob (m) Nederland I  | 17e       | 3.10,38 (+2,87) (47,15 / 47,18 / 47,82 / 48,23) |
| Eline Jurg Nannet Kiemel                                | 2-mansbob (v) Nederland I  | 6e        | 1.39,18 (+1,42) (49,64 / 49,54)                 |
| Ilse Broeders Jeannette Pennings                        | 2-mansbob (v) Nederland II | 10e       | 1.39,37 (+1,61) (49,70 / 49,67)                 |

### Schaatsen
| Olympiër (deelname)  | Discipline   | Resultaat | Prestatie                     |
| -------------------- | ------------ | --------- | ----------------------------- |
| Jan Bos (2)          | 500 m (m)    | 9e        | 1.09,86 (+0,63) — 35,14+34,72 |
| Jan Bos (2)          | 1000 m (m)   | Zilver    | 1.07,53 (+0,35)               |
| Jan Bos (2)          | 1500 m (m)   | 7e        | 1.45,63 (+1,68)               |
| Bob de Jong (2)      | 5000 m (m)   | 30e       | 6.43,97 (+29,31)              |
| Bob de Jong (2)      | 10.000 m (m) | 15e       | 13.48,93 (+50,01)             |
| Ids Postma (2)       | 500 m (m)    | 27e       | 1.12,49 (+3,26) — 36,41+36,08 |
| Ids Postma (2)       | 1000 m (m)   | 17e       | 1.09,15 (+1,97)               |
| Ids Postma (2)       | 1500 m (m)   | 5e        | 1.45,41 (+1,46)               |
| Rintje Ritsma (4)    | 1500 m (m)   | 9e        | 1.45,86 (+1,91)               |
| Gianni Romme (2)     | 10.000 m (m) | Zilver    | 13.10,03 (+11,11)             |
| Jochem Uytdehaage    | 1500 m (m)   | Zilver    | 1.44,57 (+0,62)               |
| Jochem Uytdehaage    | 5000 m (m)   | Goud      | 6.14,66                       |
| Jochem Uytdehaage    | 10.000 m (m) | Goud      | 12.58,92                      |
| Gerard van Velde (3) | 500 m (m)    | 4e        | 1.09,49 (+0,26) — 34,72+34,77 |
| Gerard van Velde (3) | 1000 m (m)   | Goud      | 1.07,18                       |
| Carl Verheijen       | 5000 m (m)   | 6e        | 6.24,71 (+10,05)              |
| Erben Wennemars (2)  | 500 m (m)    | 10e       | 1.09,89 (+0,66) — 35,00+34,89 |
| Erben Wennemars (2)  | 1000 m (m)   | 5e        | 1.07,95 (+0,77)               |
|                      |              |           |                               |
| Renate Groenewold    | 1500 m (v)   | dnf       | opgave                        |
| Renate Groenewold    | 3000 m (v)   | Zilver    | 3.58,94 (+1,24)               |
| Tonny de Jong (3)    | 1500 m (v)   | 7e        | 1.56,02 (+2,00)               |
| Tonny de Jong (3)    | 3000 m (v)   | 5e        | 4.00,49 (+2,79)               |
| Tonny de Jong (3)    | 5000 m (v)   | 7e        | 7.01,17 (+14,26)              |
| Andrea Nuyt (2)      | 500 m (v)    | 4e        | 1.15,37 (+0,62) — 37,54+37,83 |
| Andrea Nuyt (2)      | 1000 m (v)   | 8e        | 1.14,65 (+0,82)               |
| Gretha Smit          | 3000 m (v)   | 11e       | 4.07,41 (+9,71)               |
| Gretha Smit          | 5000 m (v)   | Zilver    | 6.49,22 (+2,31)               |
| Annamarie Thomas (3) | 1000 m (v)   | 15e       | 1.15,20 (+1,37)               |
| Annamarie Thomas (3) | 1500 m (v)   | 11e       | 1.56,45 (+2,43)               |
| Marianne Timmer (2)  | 500 m (v)    | 8e        | 1.16,17 (+1,42) — 38,30+37,87 |
| Marianne Timmer (2)  | 1000 m (v)   | 4e        | 1.14,45 (+0,62)               |
| Marianne Timmer (2)  | 1500 m (v)   | 21e       | 1.59,60 (+5,58)               |
| Marja Vis            | 5000 m (v)   | 13e       | 7.19,08 (+32,17)              |
| Marieke Wijsman (2)  | 500 m (v)    | 17e       | 1.17,10 (+2,35) — 38,31+38,79 |
| Marieke Wijsman (2)  | 1000 m (v)   | 18e       | 1.16,48 (+2,65)               |

### Shorttrack
| Olympiër        | Discipline | Resultaat | Prestatie                                                    |
| --------------- | ---------- | --------- | ------------------------------------------------------------ |
| Cees Juffermans | 500 m (m)  | 20e       | dnq, vr 2 (3e): 43,253                                       |
| Cees Juffermans | 1000 m (m) | 18e       | dnq, vr 5 (3e): 1.29,249                                     |
| Cees Juffermans | 1500 m (m) | 8e        | B-finale: 2.27,611, hf 3 (3e): 2.21,726, vr 6 (2e): 2.20,397 |

### Snowboarden
| Olympiër            | Discipline               | Resultaat | Prestatie               |
| ------------------- | ------------------------ | --------- | ----------------------- |
| Nicolien Sauerbreij | parallelreuzenslalom (v) | 24e       | dnq kwalificatie: 44,71 |

Amerikaanse Maagdeneilanden · Andorra · Argentinië · Armenië · Australië · Azerbeidzjan · België · Bermuda · Bosnië en Herzegovina · Brazilië · Bulgarije · Canada · Chili · China · Chinees Taipei · Costa Rica · Cyprus · Denemarken · Duitsland · Estland · Fiji · Finland · Frankrijk · Georgië · Griekenland · Groot-Brittannië · Hongarije · Hongkong · Ierland · IJsland · India · Iran · Israël · Italië · Jamaica · Japan · Joegoslavië · Kameroen · Kazachstan · Kenia · Kirgizië · Kroatië · Letland · Libanon · Liechtenstein · Litouwen · Macedonië · Mexico · Moldavië · Monaco · Mongolië · Nederland · Nepal · Nieuw-Zeeland · Noorwegen · Oekraïne · Oezbekistan · Oostenrijk · Polen · Roemenië · Rusland · San Marino · Slovenië · Slowakije · Spanje · Tadzjikistan · Thailand · Trinidad en Tobago · Tsjechië · Turkije · Venezuela · Verenigde Staten · Wit-Rusland · Zuid-Afrika · Zuid-Korea · Zweden · Zwitserland

Uitgesloten van deelname: Puerto Rico